# Katarzyna Romanowa (królowa Wirtembergii)
Katarzyna Pawłowna Romanowa (ur. 21 maja 1788 w Carskim Siole; zm. 9 stycznia 1819 w Stuttgarcie) – wielka księżna Rosji, królowa Wirtembergii.
Katarzyna Pawłowna była córką cara Pawła I (1754–1801) i jego drugiej żony Marii Fiodorownej, z domu Zofii Doroty, księżniczki Wirtembergii (1759–1828). Katarzyna miała dziewięcioro rodzeństwa, w tym cara Aleksandra I, wielkiego księcia Konstantego, Aleksandrę Pawłowną, Marię Pawłowną i Helenę Pawłowną.
Po rozwodzie Napoleona z cesarzową Józefiną, w czasie wojen napoleońskich, francuski cesarz wysunął Aleksandrowi I propozycję małżeństwa z Katarzyną, przez co Bonaparte chciał przyciągnąć Rosjan na swoją stronę. Rodzina Katarzyny była przerażona. Cesarzowa wdowa natychmiast zaaranżowała małżeństwo swojej córki z Jerzym, księciem oldenburskim.
Piękna i pełna życia Katarzyna wyszła za mąż 3 sierpnia 1809 roku. Jej małżeństwo było uporządkowane, Katarzyna była oddana swojemu mężowi. Jerzy był drugim synem Piotra, księcia Oldenburga. Nie był zbyt przystojny, ale Katarzyna opiekowała się nim aż do śmierci w 1812 roku, kiedy zmarł na tyfus. Wielka księżna była szczerze zasmucona śmiercią męża.
Owdowiała Katarzyna wyjechała do Anglii wraz ze swoim bratem Aleksandrem, aby spotkać się z księciem regentem i ponownie, by uczestniczyć w kongresie wiedeńskim. To właśnie w Anglii spotkała księcia Wirtembergii, Wilhelma. To była miłość od pierwszego wejrzenia. Jednak Wilhelm był już żonaty z Karoliną Augustą Wittelsbach, ale poczynił stanowcze kroki do rozwiedzenia się z nią.
Wilhelm i Katarzyna wzięli ślub 1816 w Sankt Petersburgu. Kiedy mąż Katarzyny wstąpił na tron, ona została nową królową Wirtembergii. Aktywnie brała udział w pracy charytatywnej w swoim nowym kraju. Królowa zakładała liczne instytucje na rzecz społeczeństwa.
Katarzyna z księciem Oldenburga miała jednego syna, Piotra, księcia Oldenburga.
Z królem Wirtembergii miała dwie córki:
- Maria Fryderyka Charlotta (30 października 1816 – 4 stycznia 1887);
- Zofia Fryderyka Matylda (17 czerwca 1818 – 3 czerwca 1877), królowa Holandii.

Katarzyna zmarła w styczniu 1819 roku na różyczkę. Została pochowana w mauzoleum w Stuttgarcie.

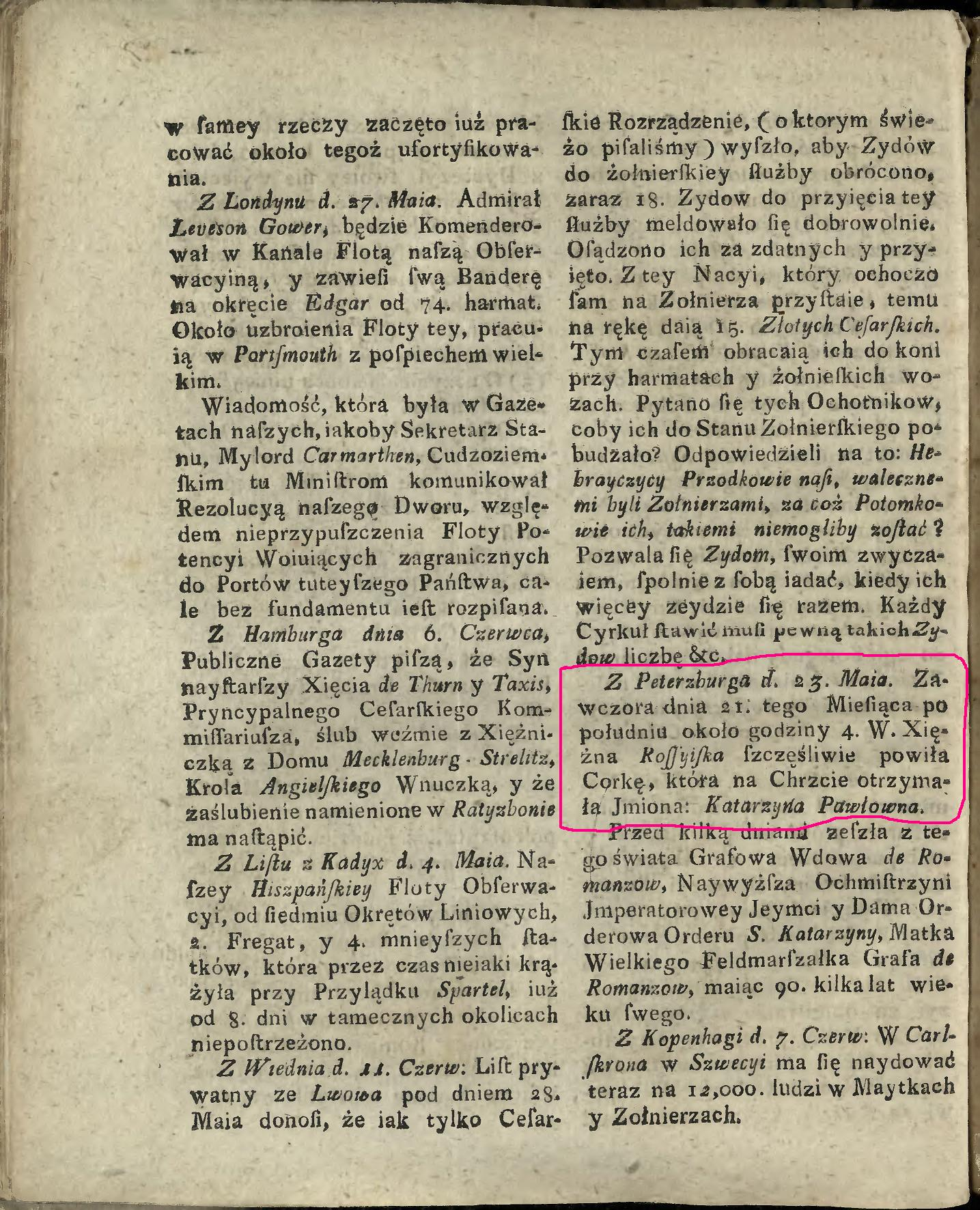
Informacja o urodzeniu Katarzyny Pawłownej